# De brevitate vitae
Il De brevitate vitae (spesso tradotto in italiano coi titoli Sulla brevità della vita o La brevità della vita) è un trattato filosofico che occupa il decimo libro dei Dialoghi di Lucio Anneo Seneca.

## Inquadramento
Rientrato dall'esilio in Corsica nel 49 d.C. e prima di rientrare nel grande gioco politico con l'incarico ricevuto da Agrippina di tutore del futuro imperatore Nerone, Seneca ebbe un periodo d'isolamento in cui l'amarezza dell'esilio e il disgusto delle ritrovate pratiche sociali di Roma, dove per rientrare s'era piegato a scritti umilianti, acuirono il suo senso critico per i fondamenti politico-sociali dell'Urbe, che furono investiti da una critica integrale nei suoi presupposti ideologici. Di questo atteggiamento di Seneca tramezzo la caduta in disgrazia per Claudio e l'ascesa al potere con Nerone è efficace esemplificazione questo dialogo, che proprio in quel torno di tempo è per lo più collocato dai suoi studiosi.
Indirizzato al quasi coetaneo padre della tanto più giovane moglie, il cavaliere Pompeo Paolino, che aveva l'importante incarico di prefetto dell'annona, cioè d'allestire la raccolta e distribuzione di grano per l'intera città di Roma, lo stoico e romano Seneca arriva a dare all'amico il consiglio epicureo e antiromano di lasciare la vita pubblica e fare vita ritirata (otium), facendo coincidere la “vita breve” perché persa in occupazioni vane con la vita sociale e politica su cui si fondava Roma, in cui le occupazioni d'ogni tipo non sono, in questa prospettiva, che spreco di tempo e dissipazione di sé, a miglioramento del quale il tempo invece dovrebbe essere dedicato.
Tutto è messo in discussione della società romana in questo dialogo: i negotia (cariche pubbliche), gli officia (obblighi sociali) e gli oblectamenta (passatempi e divertimenti). E se la critica della società è qui condotta a fondo, per giunta il risentimento del reduce da otto anni d'esilio dà a questa critica un tono fortemente sarcastico e satirico – quasi violenta predica cinica – dei quadri e dei tipi di Roma con cui Seneca esemplifica le vite brevi per spreco di tempo.

## Mali esempi dinegotia
Nella galleria degli occupati entrano subito tre figure politiche, di cui si riportano frasi che esprimono tedio e nausea per l'impegno pubblico profuso e desiderio di vita ritirata, di otium.
Ecco quindi Augusto, apparentemente esempio massimo di felix nel conseguire tutto ciò che i negotia potevano dare; pure la pesantezza della vita pubblica fatta prima di guerre per conquistare il potere, poi d'intrighi e scandali di corte nel conservarlo gli fanno spesso uscire di bocca espressioni d'insofferenza del potere esercitato e voti d'un felice e dignitoso ritiro. Colui che poteva soddisfare i desideri di tutti, per sé non desiderava che l'otium:
È una frase d'una lettera d'Augusto al senato di cui Seneca cita passi. Con ista Augusto riprende quei voti di ritiro “non discrepante dalla passata gloria” di cui più sopra nella lettera aveva messo a parte il senato. Voti, come la frase riportata dimostra, di cui Augusto aveva però piena consapevolezza, imprigionato nei meccanismi del potere di cui era, come dire, la personificazione, d'essere impotente, lui così potente, di conseguire.
Ecco Cicerone che, immerso nei flutti politici della repubblica pericolante cercando di trattenerla dal crollo, da ultimo rovinato con essa, come detesta e impreca a quel suo consolato non sine causa sed sine fine laudato (non senza ragione ma senza fine lodato). E confessa in una lettera ad Attico di stare semiliber nella sua villa di Tuscolo indeciso che fare nel presente, piangente il passato e disperato del futuro.
Mai un sapiente, chiosa Seneca, che ha saputo porsi al di sopra della fortuna stessa potrebbe dirsi semiliber; egli è sempre integrae libertatis (nel pieno possesso della libertà); anche se qui la libertà politica di cui scriveva Cicerone si tramuta in Seneca in pura libertà morale. E la libertà morale, l'indipendenza dagli avvenimenti esterni, l'autarchia meglio si consegue nell'otium che in mezzo ai negotia.
Ed ecco Livio Druso, esempio estremo invece d'infelix, bruciato fin dalla più tenera età dall'ambizione che gli brucia giovane la vita; morto forse per mano propria, come alcuni dubitano, ma non troppo presto, come nessuno dubita. Il peso e fastidio d'una vita breve ma intensamente dedicata alla politica è espresso in questa frase che Seneca riporta in forma indiretta:
Con la figura di Livio Druso la distanza tra otium e negotium tocca il limite massimo e Seneca può concludere che in fuori di momentanee esclamazioni di fastidio e insofferenza le passioni avrebbero ricondotto quei politici (e tanti altri che si sarebbero potuti citare) alle stesse azioni e abitudini dissipanti tempo a tal punto che avrebbero ridotto in limiti angusti anche una vita lunga più di mille anni:

## Mali esempi diofficia
Sparsi per tutto il dialogo sono gli esempi di officia che formavano la rete delle relazioni sociali di Roma. Queste forme di rapporti gerarchici s'andavano sempre più modellandosi sul rapporto imperatore/suddito, che a sua volta s'avviava progressivamente a ricalcare il rapporto padrone/schiavo. Volersi estraniare da rapporti così opprimenti era una via di fuga filosofica a cui la realtà sociale dava forza persuasiva sempre maggiore. E se il subordinato stava al capriccio del superiore, i doveri e le incombenze del superiore che per ambizione si sobbarcava soffocavano la sua vita come la folla di clientes che lo circondano gli toglievano l'aria.
Ecco l'avvocato di grido conteso e scorrazzante in ogni parte del foro; il procuratore tignoso degli altrui, e arricchitosi, dei propri beni, mai dandosi requie; il candidato che s'arrabatta per qualche carica amministrativa com'era la prefettura dell'annona di Paolino; il suffragator che si sbatte per gli appoggi e i voti necessari al candidato; e tante altre figure di occupati ambiziosi troppo indaffarati nelle altrui necessità per aver tempo di volgersi a se stessi. Costoro invece di vivere instruunt vitam, “attrezzano” la vita in vista d'uno scopo che non è vivere; e quando non muoiono prima d'averla preparata, ormai vecchi si rendono conto d'aver vissuto solo in titulum sepulcri, per avere un'iscrizione sulla tomba. Quante volte anch'essi vanamente nel folto delle attività sospirano la loro cessazione o sospensione. Quasi che le avessero scelte solo per poterle abbandonare. Ma i più le lasciano unicamente per impelagarsi fino al collo in altre occupazioni. Del resto, annota Seneca, il successo si paga con altro successo e pro ipsis quae successere vota vota facienda sunt (per i voti riusciti bisogna fare nuovi voti), talché non solo è brevissima ma quanto mai infelice, al di là d'una speciosa apparenza, la vita di costoro che magno parant labore quod maiore possideant (ottengono con molta fatica qualcosa il cui possesso richiede fatica maggiore).
Quanto alla condizione abbrutente dei clientes subordinati ai vari patrones, niente meglio l'esemplifica che il quadro vivo e impressionante che Seneca dà dell'officium del saluto mattutino da porgere ai propri protettori:

## Convicium saeculi
Ma il convicium saeculi (la critica di costume, diremmo oggi, la satira dei modi e le mode caratterizzanti un tempo e una società) tocca il culmine nella critica sull'uso del tempo libero che si era solito fare nella società romana. Questa felice espressione latina è tratta da Seneca padre che così definisce il tema più efficace delle declamazioni di Papirio Fabiano. Divenuto filosofo, usò quest'ardore di critica nelle sue prediche morali di sapore cinico-stoico. E queste piacquero a Seneca figlio, che cita più volte Fabiano nei suoi scritti, come anche in questo dialogo di feroce critica del suo tempo.
Dunque anche il tempo libero occupano gli occupati, consumandolo in passatempi e passioni alla moda che segnano i tratti sociali dell'Urbe, città così esplosa demograficamente da assumere caratteristiche di costume che oggi diremmo “di massa”.
Non solo coloro che bruciano l'otium nella lussuria e nel bere, ma sfilano nell'impietosa galleria senecana anche i patiti della palla e dei latrunculi (gioco arieggiante gli scacchi), i maniaci delle canzoni del momento, come pure i fissati dell'abbronzatura o della capigliatura; oppure i meri perdigiorno che bighellonano nei posti affollati come la basilica (luogo del mercato e degli affari), da cui saranno scacciati solamente dai cani sguinzagliati in orario di chiusura contro chi si attarda.
Ma l'attacco più deciso è ai passatempi delle classi alte che ambiziosamente propongono le loro futili stravaganze come inimitabili modelli da imitare, i loro vizi/vezzi – spesso coltivati ad arte – quasi signa felicitatis (a dimostrazione del successo raggiunto). Ecco il fanatico collezionista di vasi artistici, il grandioso allestitore di cene sfarzosissime, gl'insaziabili cultori di curiosità culturali da sfoggiare con vacua pedanteria, ecco quelli per cui persino le più elementari funzioni corporali sono demandate ad appositi schiavi. «Iam sedeo?» («ora siedo?»), cita Seneca uno di questi campioni della storditezza fatta raffinata stravaganza, che tanto dice dopo che gli schiavi di peso l'avevano adagiato dal bagno sulla sedia. E altri ancora.
Ed è proprio qui, nella descrizione di questi stili di vita eccezionali, che esce fuori spontaneamente, per necessaria concatenazione di cose, la miserabile condizione di vita dell'ultima classe dell'Urbe: gli schiavi. Ad essi sono infatti demandati ed essi sostengono, come cose umane, i ruoli più turpi, stomachevoli e massacranti che i raffinati piaceri dei loro signori impongono. E con questa silenziosa, necessaria e infame presenza sotto lo splendore delle deliciae (godimenti squisiti) degli eleganti, il quadro sociale di Roma è completo. Non stupisce a questo punto il consiglio dato a Pompeo Paolino: «Excerpe itaque te vulgo» («Strappati dunque dal volgo»).

## Invito all'otiumovverovacare sapientiae
Ora dunque, esorta Seneca, che ancora rimane forza e vigore, è tempo di ritirarsi dalle tempeste della vita pubblica e mettere a frutto per cose più grandi quella capacità d'animo dimostrata nell'incarico dell'annona. Né è un invito a spegnere nell'inerzia o soffocare nei piaceri volgari l'impulso a fare (quidquid est indolae vividae) di Paolino. In questa vera quiete avrà tempo e potrà dedicarsi – concetti uniti in latino nel verbo vacare – al miglioramento di se stesso e alla conoscenza delle grandi questioni, che è l'attività più degna d'un uomo, cioè diventare sapiente:
Qui il sapiente può usare tutto intero il tempo che gli è dato e rendere lunga la vita. Che se il tempo è diviso in tre parti, ciò che fu, che è, che sarà, il sapiente userà nel ricordo sereno e scevro di pentimenti e rimorsi il tempo che fu, saprà usare, per fuggevole che sia, il tempo che è nella pratica della virtù, saprà anticipare nella premeditazione imperturbata da timori o desideri il tempo che sarà, raccogliendo in uno quanto invece sconnessi e forati nell'animo come un vaso rotto gli occupati lasciano fluire interamente via.
Ma chi si dedica alla sapienza potrà aggiungere a tutto il suo tempo conquistato a se stesso anche il tempo di tutti i grandi del pensiero, le cui vite e realizzazioni sono per chi saprà e vorrà usarle. Anzi la loro dimestichezza, a differenza dei sordidi rapporti sociali presenti, sarà improntata ad amicizia e rispetto, e ci si accosterà e congederà dal loro colloquio senza sgarbi o amarezze ma lieti d'aver ottenuto ciò che si voleva:
La vita è dunque lunga se il tempo è bene speso; se invece è sciupato la vita è brevissima, e anche chi dura molto ha invero pochissimo vissuto. E mentre molti di questi sopravvissuti predispongono per sé esequie solenni e sfarzose, meriterebbero invece – com'era usanza per i morti bambini – funerali condotti a lume di fiaccole e ceri.